# Jack Ging
Jack Ging, nome completo Jackson Lawrence Ginghoff  (Alva, 30 novembre 1931 – Palm Springs, 9 settembre 2022), è stato un attore statunitense.

## Biografia
Interprete prevalentemente televisivo, ebbe grande notorietà per il ruolo del dottor Paul Graham nella serie Undicesima ora (1962-1964) e per quello del Generale "Bull" Fullbright nella serie A-Team (1983-1986).
Sposò la prima moglie, Kate, poco dopo aver terminato le scuole superiori. Successivamente la coppia divorziò e il 19 aprile 1956 Jack sposò Gretchen Graening che gli diede un figlio; divorziarono nel settembre 1973. Cinque anni dopo Ging sposò Sharon Ramona Thompson a Los Angeles e la coppia ebbe due figli.
Ging morì per cause naturali nella sua dimora di La Quinta, in California, il 9 settembre 2022, all'età di 90 anni.

## Filmografia parziale

### Cinema
- Desiderio nella polvere (Desire in the Dust), regia di William F. Claxton (1960)
- Brivido nella notte (Play Misty for Me), regia di Clint Eastwood (1971)
- Kobra (Sssssss), regia di Bernard L. Kowalski (1973)
- Lo straniero senza nome (High Plains Drifter), regia di Clint Eastwood (1973)
- Dove cresce la felce rossa (Where the Red Fern Grows), regia di Norman Tokar (1974)

### Televisione
- Ricercato vivo o morto (Wanted: Dead or Alive) – serie TV, episodio 2x08 (1959)
- L'uomo e la sfida (The Man and the Challenge) – serie TV, episodi 1x15-1x19-1x26 (1959-1960)
- Men Into Space – serie TV, episodio 1x15 (1960)
- Lock-Up – serie TV, episodio 2x05 (1960)
- Michael Shayne – serie TV episodio 1x31 (1961)
- Undicesima ora (The Eleventh Hour) – serie TV, 62 episodi (1962-1964)
- Shane – serie TV, episodio 1x12 (1966)
- Bonanza – serie TV, episodio 9x21 (1968)
- Mannix – serie TV, 8 episodi (1968-1974)
- Il virginiano (The Virginian) – serie TV, episodio 9x16 (1971)
- La casa nella prateria (Little House on the Prairie) – serie TV - episodi 1x22-9x21 (1975-1983)
- Kojak – serie TV, episodio 5x04 (1977)
- Riptide – serie TV, 31 episodi (1984-1985)
- A-Team (The A-Team) – serie TV, 8 episodi (1983-1986)
- Autostop per il cielo (Highway to Heaven) – serie TV, episodio 3x09 (1986)

## Doppiatori italiani
Nelle versioni in italiano delle opere in cui ha recitato, Jack Ging è stato doppiato da:
- Gianni Marzocchi in Kobra, Starsky & Hutch
- Pino Locchi in Desiderio nella polvere
- Norman Mozzato in Mannix
- Arturo Dominici in Brivido nella notte
- Luciano De Ambrosis in Lo straniero senza nome
- Adriano Micantoni in La casa nella prateria (ep. 1x22)
- Andrea Lala in La casa nella prateria (ep. 9x21)